# Urosigalphus addabruchus
Urosigalphus addabruchus är en stekelart som beskrevs av Gibson 1974. Urosigalphus addabruchus ingår i släktet Urosigalphus och familjen bracksteklar. Inga underarter finns listade i Catalogue of Life.